# Maxime de Kiev
Maxime de Kiev était un moine et un métropolite d'origine grecque mort en 1305. Il devint métropolite de Kiev et primat de toute l'Église russe en 1283. 
Il fut l'un des confesseurs de la foi orthodoxe au temps des tentatives d'union avec l'Église de Rome lors du deuxième concile de Lyon en 1274. Il fut aussi, vers 1299, le premier métropolite de Kiev à éloigner sa résidence de l'Ukraine, alors dévastée, pour la fixer à Vladimir. Il est un saint de l'Église orthodoxe qui le fête le 6 décembre.
La principauté de Kiev se trouvait dans un état lamentable, ruinée par les incursions des Tatares. Il voulut s'entendre avec la "Horde d'Or" mais il ne put les convaincre de préserver la ville de Vladimir, plus au Nord. C'est là que ses reliques sont toujours vénérées.

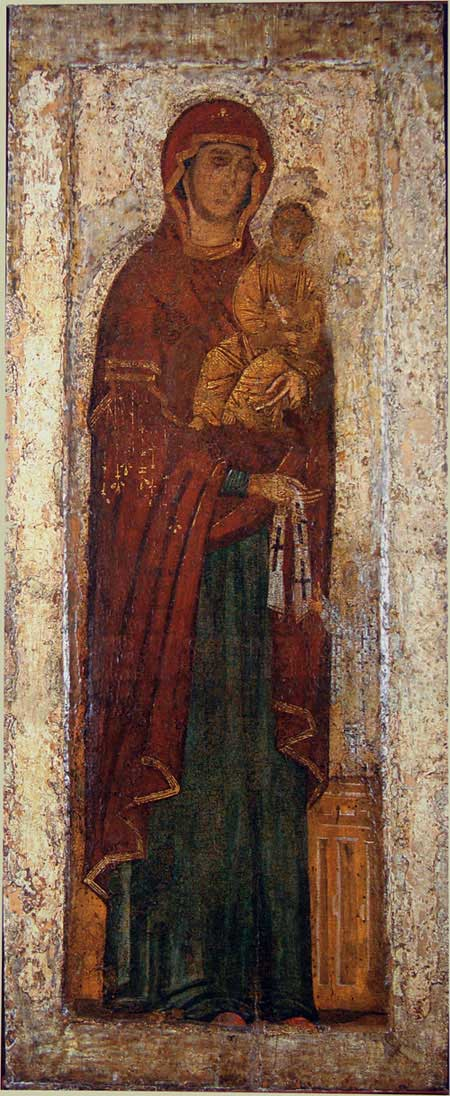
Icône Maximovskaïa

Le métropolite Maxime est à l'origine de la création de Icône Maximovskaïa de la Mère de Dieu vers 1299.
C'est une apparition de la Sainte Vierge qui aurait selon la légende inspiré sa réalisation. À sa mort l'icône a été placée sur sa tombe. 